# از زمین تا کره ماه
از زمین تا کره ماه (فرانسوی: De la terre à la lune‎) که در فارسی بیشتر به سفر به ماه معروف است رمانی در سبک علمی–تخیلی است که توسط ژول ورن نویسنده بزرگ فرانسوی نوشته شده و در سال ۱۸۶۵ به چاپ رسیده‌است.
سفر به ماه، یکی از شاهکارهای ژول ورن است چرا که او قبل از این که بشر موفق به سفر به ماه شود، این کتاب را نوشته‌است. از آن زمان که انسان ماه را به عنوان کره‌ای دیگر شناخت، آرزوی پرواز خود را با آرزوی دستیابی به تنها قمر زمین عجین ساخت اما سال‌های بسیاری نیاز بود. حتی از زمانی که ژول ورن در داستان خود انسان را به ماه رساند نیز مدت‌ها گذشت تا بالاخره این رؤیای انسان به حقیقت پیوست.
این اثر در سال ۱۳۳۷ توسط حدادی به فارسی برگردانده شده‌است.